# Côte des Abers
La côte des Abers est un littoral de France situé en Bretagne, dans le Finistère. Elle tient son nom des rias ou estuaires qui entaillent la côte. À marée haute, la mer remonte loin vers l'amont alors qu'à marée basse, l'aber demeure presque à sec, découvrant ses fonds vaseux.

## Description
Le nom vient du breton, aber, qui désigne un confluent, mais aussi la rencontre d'un estuaire et de la mer. On retrouve le mot en composition dans le nom de la ville de Quimper (ken + aber = Kemper) et d'autres localités comme Quimperlé et Quemper-Guézennec. Il existe aussi dans les mêmes sens au Pays de Galles (voir Aberystwyth), en Écosse et en Cornouailles britannique. Il se rattache à la racine celtique *ber, voisine du latin fero, avec le sens d'apporter (des eaux). En Écosse, on trouve aussi bien Aberdeen (confluence de la rivière Dee), Lochaber (confluent du lac) , ainsi qu'Inverness (confluence de la rivière Ness).
L'Aber-Benoît et l'Aber-Wrac'h, sont séparés par la presqu'île de Sainte-Marguerite. L'Aber-Benoît fait 31 kilomètres de long tandis que l'Aber-Wrac'h plus long fait 33.4 kilomètres de long. Il est le plus important des trois abers de la côte nord du Finistère.
L'Aber-Ildut situé presque en face de l'île d'Ouessant est moins long, mais abrite un petit port en eau profonde, Lanildut.
Le petit estuaire de 2 kilomètres, sur lequel est établi, le port de Portsall (dans la commune de Ploudalmézeau) était dénommé en breton, l'Abéric (Aberig), ce qui signifie le petit aber.
Les autres estuaires de Bretagne, que les géographes préfèrent dénommer rias, diffèrent de ceux du Nord, car leur sillon est beaucoup plus profond et leurs pentes plus raides. Les principaux sont les confluences de l'Aulne, de l'Odet, de l'Aven, et du Blavet et du Scorff réunis.

## Lieux remarquables
- La baie des Anges (Landéda aber Wrac'h).
- Le Phare de l'Île Vierge a été construit entre 1897 et 1902 ; avec ses 82,5 mètres de haut et ses 325 marches permettant d'accéder à son sommet, il est le plus haut d'Europe et le plus haut phare de pierre du monde. Il a une portée de 52 kilomètres (27 miles).
- La plage de Beniguet (Saint-Pabu aber Benoît).
- La presqu'île de Sainte-Marguerite.
- Le port de l'Aber-Wrac'h.
- Les maisons des maîtres de barques à Porspoder et Lanildut.